# 讷沙托区 (法国)
讷沙托区（法語：Arrondissement de Neufchâteau）是法国大东部大区孚日省所辖的一个区。总面积1815.56平方公里，总人口53271，人口密度29人/平方公里（2017年）。主要城镇为讷沙托。

## 辖区
讷沙托区辖有175个市镇。